# Warped
Warped е сингъл на американската фънк рок група Ред Хот Чили Пепърс. Това е първата песен от албума One Hot Minute. Звученето на песента се доближава до хевиметъл примесен с психиделични елементи. Песента описва смесените чувства на Кийдис към наркотиците и е едно от най-мрачните и тежки парчета на групата.
Видеоклипът към песента предизвиква скандал поради целувката между Дейв Наваро и Антъни Кийдис в края на видеото.